# 나광호
나광호(羅光鎬, 1977년 1월 15일 ~ )은 KBO 리그 전 롯데 자이언츠의 내야수이다.

## 출신학교
- 동래고등학교